# Xã Duncan, Quận Mercer, Illinois
Xã Duncan (tiếng Anh: Duncan Township) là một xã thuộc quận Mercer, tiểu bang Illinois, Hoa Kỳ. Năm 2010, dân số của xã này là 272 người.